# Ichiyajo
Los Ichiyajo (castillo de la noche a la mañana/一夜城) son un tipo de castillos que se construyeron para ayudar en los asedios al enemigo. Estos se construían para servir de campamento e intimidar y desmoralizar a las tropas enemigas.
A pesar de ser llamados castillos de la noche a la mañana, ninguno se erigió en una sola noche.

## Los Ichiyajo de Toyotomi Hideyoshi
Toyotomi Hideyoshi llegó a construir dos castillos de este tipo.
Castillo de Sunomata
El castillo de Sunomata fue el primer Ichiyajo de Toyotomi Hideyoshi. A pesar de ser denominado un castillo, la mitad hacia adentro de la estructura estaba inacabada. Gracias al uso de partes preconstruidas para su rápida edificación y a la instalación de muros y torres de vigilancia de madera, dio la impresión al enemigo que un castillo enemigo se erigió en una sola noche.
Castillo de Ishigakiyama
Durante el Asedio de Odawara, Toyotomi Hideyoshi ordenó la construcción de un castillo para usar como base durante el asedio. Para que las tropas de Odawara no se dieran cuenta de la construcción de este, Hideyoshi mandó que se edificara en la montaña justo enfrente del castillo enemigo, pero sin talar los frondosos árboles para evitar ser vistos. Una vez finalizado el castillo, las tropas de Hideyoshi talaron los árboles y dejaron el castillo a la vista, dando así la impresión de que el castillo se había construido en una sola noche.
Según documentos de la época (Odawara Houjoki, vol. 9), los soldados empezaron a preparar el terreno el 1 de abril. En poco tiempo levantaron 4 torres de vigilancia en los 4 puntos cardinales y unieron los 4 puntos con una tela blanca, dando la impresión de se había construido una gran mansión de color blanco.
Date Masamune visitó el campamento a principios de junio y el castillo no estaba terminado, pero según una carta que Sen no Rikyu envió a Oribe Furuta, el castillo estaría listo para finales de ese mismo junio.

A pesar de que el siguiente castillo no fue construido en un corto periodo de tiempo, hubo un suceso por el cual se considera también un Ichiyajo.
Castillo de Masutomi
El castillo de Masutomi era un castillo protector de Koshousan, la fortaleza del clan Akizuki.
Durante la campaña de Kyushu, el ejército de Toyotomi Hideyoshi tomó el castillo e hizo creer al enemigo que le prendió fuego. Lo que hizo en realidad fue quemar telas y papeles que reunió de la aldea cercana, y una vez todo se redujo a cenizas, cubrió el castillo con una tela blanca para que al amanecer pareciera que había construido un nuevo castillo.

## Ichiyajo de Oda Nobutada
Se dice que el hijo primogénito de Oda Nobunaga, Nobutada, construyó uno de estos castillos en el valle de Ina cuando atacó el castillo de Takato en 1582 ( Tensho 10). Cuando la Junta de Educación de la ciudad de Ina excavó e investigó el supuesto lugar donde se edificó, confirmaron la existencia de rastros de expansión del foso.
A pesar del descubrimiento, los investigadores creen que se requisó una residencia que posteriormente se usó como campamento. A día de hoy, se sigue investigando la zona para certificar si fue en verdad el ejército de Nobutada quien usó el campamento.

## Artículo relacionado
- Castillo japonés

- Datos: Q11352509